# رؤیت یوفو در سوئد
این فهرستی از مشاهدات ادعایی اشیاء ناشناس پرنده یا بشقاب پرنده در سوئد است.

## ۱۹۴۶
- موشک‌ها یا اشیای اسرارآمیز به شکل موشک که در روزهای متعددی بین ماه مه و دسامبر ۱۹۴۶ مشاهده شده‌اند و اوج مشاهده آن‌ها در ۹ و ۱۱ اوت ۱۹۴۶ بوده‌است. همچنین در کشورهای اروپایی نیز، حدود ۲۰۰۰ مشاهده گزارش شده که ۲۰۰ مورد از آنها در رادار ثبت شده و تعدادی از مشاهدات توسط مقامات نظامی گزارش شده‌است.

## ۲۰۰۹
- ناهنجاری مارپیچی نروژ در سال ۲۰۰۹ یک رویداد مارپیچی بود که در نروژ و سوئد رخ داد. این مارپیچ شامل یک پرتو آبی بود که یک مارپیچ مایل به خاکستری از انتهای آن بیرون می‌آمد. این ناهنجاری در مناطق شمالی کشور مشاهده شد.[۱]